# تام ویلیامز (بازیکن هاکی روی یخ)
تام ویلیامز (انگلیسی: Tom Williams; ۱۷ آوریل ۱۹۴۰ – ۸ فوریهٔ ۱۹۹۲) بازیکن هاکی روی یخ اهل ایالات متحده آمریکا بود.
از باشگاه‌هایی که در آن بازی کرده‌است می‌توان به سیل‌های مکانیکی اشاره کرد.